# Convair XFY-1
Die Convair XFY-1 Pogo war ein in den 1950er Jahren entwickeltes US-amerikanisches Flugzeug in Heckstarter-Bauweise. Ursprünglich als Prototyp eines Abfangjägers entwickelt, wurde das Programm nach etwa einem Jahr Flugerprobung und mit der Erkenntnis der Untauglichkeit von Heckstartern eingestellt.

## Geschichte
Im Jahr 1947 starteten die US-Marine und die US-Luftwaffe Studien unter dem Namen „Project Hummingbird“. Ziel der Forschung war das Konzept eines VTOL-fähigen, kompakten Abfangjägers, der auf Schiffen stationiert werden konnte, ohne auf einen Flugzeugträger angewiesen zu sein.

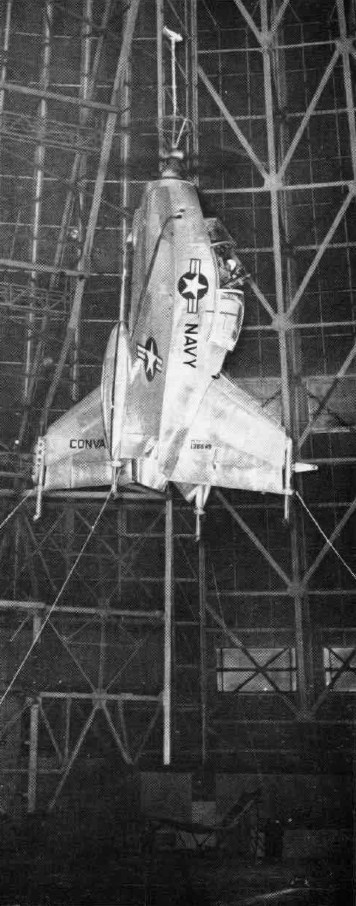
Die XFY-1 beim Flug im Hangar

1950 schrieb die Marine offiziell die Entwicklung eines flugtauglichen Prototyps aus, und im Mai 1951 wurde an Convair und Lockheed jeweils ein entsprechender Auftrag vergeben. Beide Maschinen sollten als Antrieb ein Allison YT40-A-6 Turboprop-Triebwerk mit zwei gegenläufigen Curtiss-Wright-Luftschrauben nutzen. Die Bezeichnung „Pogo“ wurde offiziell nur an die Convair XFY-1 vergeben; später setzte sich der Begriff jedoch auch für die Lockheed XFV-1 durch.
Convair setzte auf eine kompakte Bauweise mit Deltaflügeln. Das Leitwerk bestand aus zwei Flächen gleicher Größe und Form ober- und unterhalb des Flugzeugrumpfs. Diese schlossen bündig mit den Tragflächen ab; das Fahrwerk bestand lediglich aus kleinen Rollen an den Spitzen des Leitwerks, so dass die Maschine auf dem Heck aufsetzen konnte. Dieses improvisierte Fahrwerk besaß keine Bremsen, weshalb eine sichere Landung nur bei Windstille möglich war. Für den Vertikalflug konnte der Sitz des Piloten um 45° nach vorne geschwenkt werden. Für die Sicherheit sollte ein Schleudersitz sorgen. Im Cockpit befand sich ein Seil für den Fall, dass der Pilot einmal außerhalb des Flugfeldes landen und aussteigen musste. Die unter dem Rumpf befindliche Leitwerksflosse konnte im Notfall abgesprengt werden, sollte beispielsweise eine „Bauchlandung“ unumgänglich sein.
Nach etwa einem Monat Triebwerktests auf dem Lindbergh Field (heute der San Diego International Airport) brachte man die XFY-1 im April 1954 in einen ehemaligen Luftschiffhangar auf dem Marinefliegerstützpunkt Moffett Field in der Nähe von Sunnyvale (Kalifornien), um die Tests in windgeschützter Umgebung durchführen zu können. Am 29. April hob die Maschine das erste Mal ab, von vier Seilen an den Leitwerksspitzen und einem an der „Nase“ gesichert. Das vordere Seil konnte durch eine Seilwinde, die von einem Testingenieur bedient wurde, gespannt werden, um im Notfall das Flugzeug in eine stabile, vertikale Position zu bringen. Nicht vorgesehen war der Umstand, dass der Luftstrom der XFY-1 an den Hangarwänden zurückgeworfen wurde und starke Turbulenzen erzeugte, weshalb die Tests mehrmals abgebrochen wurden. Dennoch absolvierten die Tester über 60 Flugstunden in dem Hangar.
Am 1. August 1954 fanden die ersten freien Schwebeflüge über dem Außengelände statt, worauf man die Testreihe zum Naval Auxiliary Air Station Brown Field bei San Diego verlegte. Über 70 weitere vertikale Schwebeflüge wurden durchgeführt, bis am 2. November 1954 die erste Transition mit anschließendem 21-minütigen Horizontalflug erfolgte. Am 4. November wurde im Rahmen einer Präsentation der XFY-1 eine weitere Transition vollzogen.
Ein großes Problem war die mangelnde Stabilität des Flugzeugs bei niedriger Geschwindigkeit, insbesondere während des Übergangs vom Horizontal- zum Schwebeflug und der anschließenden Landung. Der Abwind der Propeller (engl. Downwash) verursachte in Bodennähe starke Turbulenzen, die die Landung zusätzlich erschwerten. Ebenso war problematisch, dass die Maschine über keinerlei Luftbremsen verfügte, was den Geschwindigkeitsabbau vor allem nach schnellen Flügen und somit zielgenaue Anflüge auf das Landefeld schwierig machte.
Am 19. Mai 1955 flog erstmals ein anderer Testpilot die XFY-1, ohne Erfahrung mit diesem Typ und entging nur knapp einem Unfall. Man verlegte die Testeinrichtung aus dem Hangar auf Moffett Field zum Brown Field und begann mit der Ausbildung weiterer Piloten. Als jedoch absehbar wurde, dass das Triebwerk einer Generalüberholung bedurfte und die Navy ihre Unterstützung einschränken wollte, wurden die Tests beendet. Der letzte Flug erfolgte am 16. Juni 1955; offiziell wurde das Programm am 1. August 1956 von der Navy eingestellt. Der geplante Einbau des stärkeren Allison YT40-A-14-Triebwerks wurde nie durchgeführt; allerdings wurde ebendieses Triebwerk mit identischen Propellern später in der Hiller X-18 verwendet.
Bis 1973 zierte die Maschine die Einfahrt der Naval Air Station in Norfolk (Virginia). Danach brachte man sie ins National Air and Space Museum in Washington, D.C.

## Technische Daten

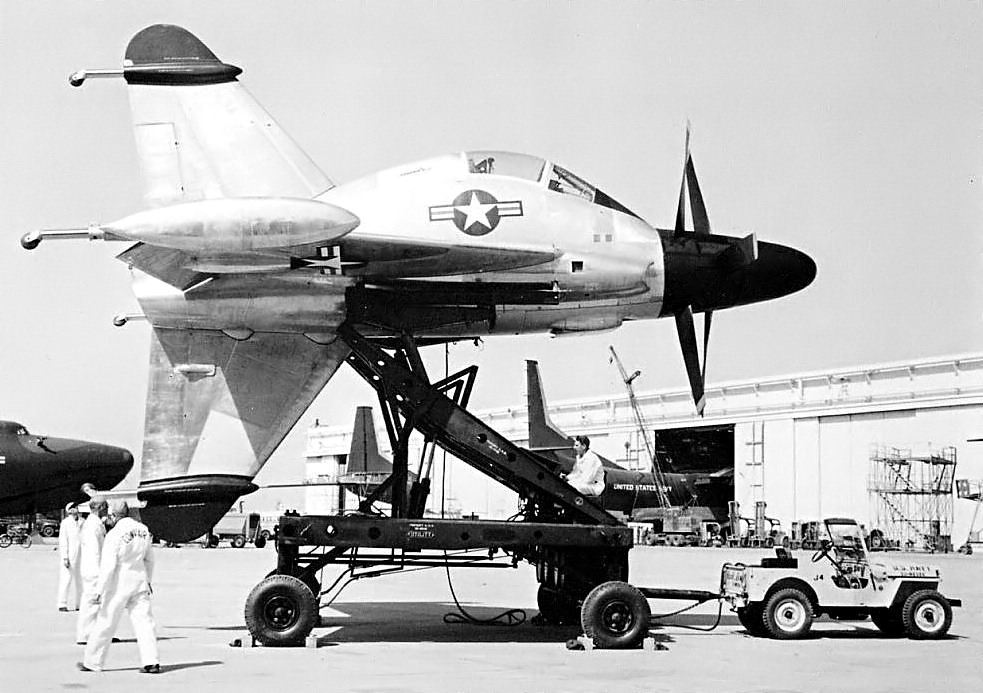
Die XFY-1 auf ihrem Startwagen

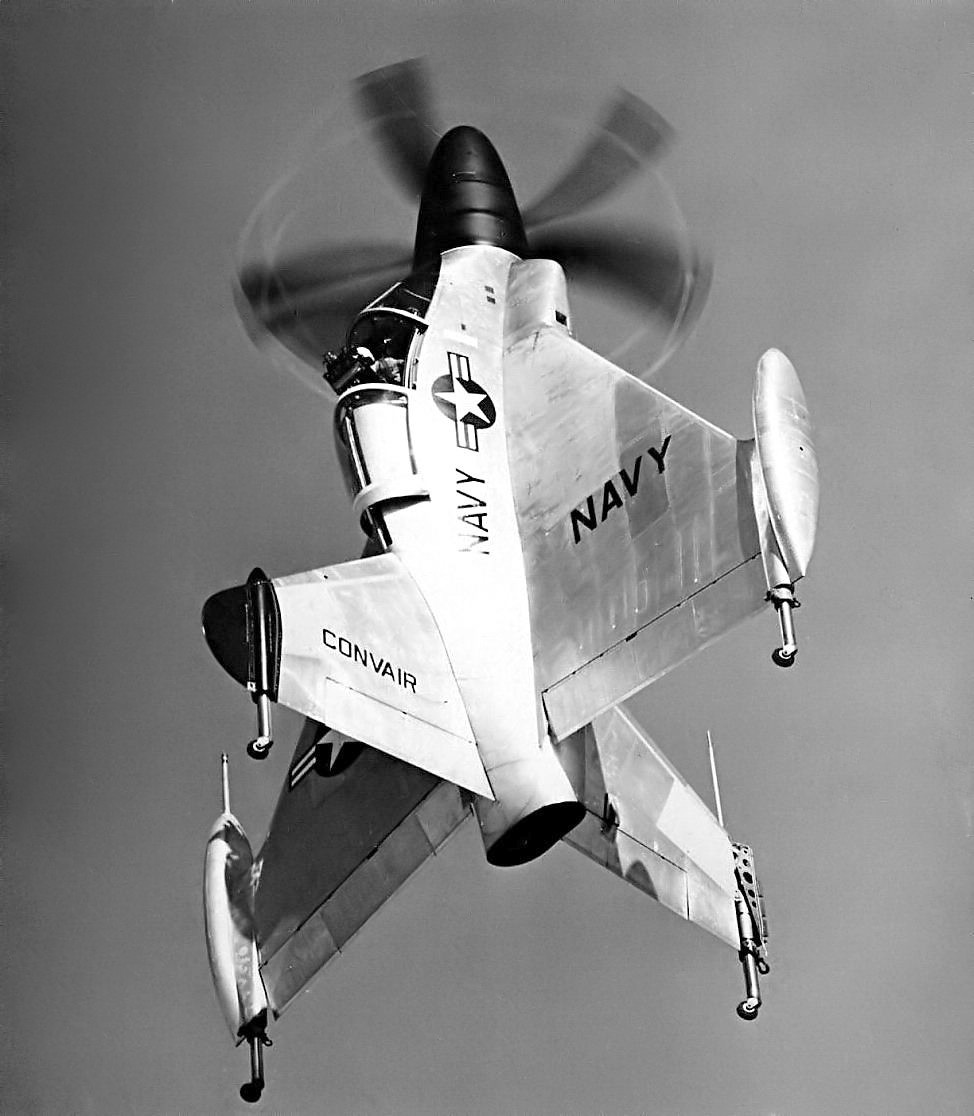
Die XFY-1 kurz nach einem Senkrechtstart

| Kenngröße             | Daten                                       |
| --------------------- | ------------------------------------------- |
| Besatzung             | 1                                           |
| Länge                 | 10,66 m                                     |
| Spannweite            | 8,43 m                                      |
| Flügelfläche          | 39,7 m²                                     |
| Höhe                  | 7,2 m                                       |
| Propellerdurchmesser  | 4,8 m                                       |
| Leermasse             | 5.850 kg                                    |
| max. Startmasse       | 7.371 kg                                    |
| Höchstgeschwindigkeit | 980 km/h (in 4.570 m Höhe)                  |
| Marschgeschwindigkeit | 640 km/h (in ca. 10.000 m Höhe)             |
| Dienstgipfelhöhe      | k. A.                                       |
| Reichweite            | k. A.                                       |
| Triebwerke            | ein Allison YT40-A-6 Turboprop mit 4.362 kW |